# 占部裕典
占部 裕典（うらべ ひろのり、1953年（昭和28年）12月11日 - ）は、日本の法学者。専門は租税法。学位は、博士（法学）（神戸大学・2000年）。元同志社大学大学院司法研究科教授。元租税法学会理事、元信託法学会理事、元日本税法学会理事。弁護士法人三宅法律事務所客員弁護士。
山口県出身。神戸学院大学教授、金沢大学法学部教授、近畿大学法学部教授、同志社大学法科大学院教授などを歴任した。

## 略歴
- 1977年 - 神戸大学法学部卒業
- 1985年 - 神戸大学大学院法学研究科博士課程前期修了。法学修士（神戸大学）
- 1988年 - 神戸大学大学院法学研究科博士課程後期単位取得満期退学
- 1997年 - エモリー大学 LL.M. Proguram School of Law
- 2000年 - 博士（法学）（神戸大学）（学位論文「国際企業課税法の研究」）
- 2006年 - 弁護士登録（大阪弁護士会）
- 2012年 - 同志社大学大学院司法研究科長
- 2022年 - 同志社大学を退職

## 著書

### 単著
- 『国際的企業課税法の研究』信山社出版、1998年12月。ISBN 9784797250169。
- 『租税債務確定手続 更正の請求の理論と実際』信山社出版、1998年12月。ISBN 9784797250152。
- 全国婦人税理士連盟 編『固定資産税の現状と課題』占部裕典監修、信山社出版、1999年3月。ISBN 9784797252262。
- 『信託課税法 その課題と展望』清文社、2001年5月。ISBN 9784433221911。
- 『租税法の解釈と立法政策』 1巻、信山社出版、2002年1月。ISBN 9784797252682。
- 『租税法の解釈と立法政策』 2巻、信山社出版、2002年2月。ISBN 9784797252699。
- 『租税法講義サブノート（補助教材）』清水社、2003年8月。ISBN 9784433227838。
- 『地方公共団体と自主課税権 自主課税権の法的限界と地方税制改革』慈学社出版、2011年12月。ISBN 9784903425726。
- 『租税法における文理解釈と限界』慈学社出版、2013年2月。ISBN 9784903425771。
- 『租税法と行政法の交錯 租税手続法・租税争訟法の視点から』慈学社出版、2015年2月。ISBN 9784903425931。
- 『政策税制の展開と限界』慈学社出版、2018年2月。ISBN 9784903425986。
- 『信託取引と信託課税の法理』慈学社出版、2018年2月。ISBN 9784903425993。

### 共編著
- 新井誠、占部裕典、渡辺幸則 著、イギリス信託・税制研究会 編『イギリス信託・税制研究序説』清文社〈トラスト60研究叢書〉、1994年4月。ISBN 9784796062046。
- 三木義一、関根稔、占部裕典『実務家のための税務相談』 民法編、有斐閣、2003年11月。ISBN 9784641129375。
  - 三木義一、関根稔、占部裕典『実務家のための税務相談』 民法編（第2版）、有斐閣、2003年11月。ISBN 9784641130043。
- 占部, 裕典、北村, 喜宣、交告, 尚史共編 編『解釈法学と政策法学』勁草書房、2005年5月。ISBN 9784326450763。
- 三木義一、田中治、占部裕典『「租税」判例分析ファイル』 1（所得税編）、税務経理協会、2006年4月。ISBN 9784419046217。
- 三木義一、田中治、占部裕典『「租税」判例分析ファイル』 2（法人税編）、税務経理協会、2006年4月。ISBN 9784419046224。
- 三木義一、田中治、占部裕典『「租税」判例分析ファイル』 3（相続税・消費税編）、税務経理協会、2006年4月。ISBN 9784419046231。
- 高木光・交告尚史・占部裕典・北村喜宣・中川丈久共編 編『行政法学の未来に向けて 阿部泰隆先生古稀記念』有斐閣、2012年4月。ISBN 9784641131149。
- 松村享『自治体職員のための契約事務ハンドブック』占部裕典・田井義信監修、第一法規、2014年3月。ISBN 9784474029767。